# Metal
 For alternative betydninger, se Metal (flertydig). (Se også artikler, som begynder med Metal)
Metal er en fællesbetegnelse for metalliske grundstoffer eller legeringer heraf. I daglig tale inden for jernbranchen adskilles jern fra metallerne. Man taler eksempelvis om 'jern og metal'.
De almindeligste brugsmetaller er jern, kobber, zink, aluminium, tin, bly og indbyrdes legeringer heraf som stål, messing og bronze. 
De mest værdifulde metaller kaldes ædelmetaller, fx platin, sølv og guld.

## Metallers egenskaber
Fælles for metaller er tre egenskaber: De er strømledende, gode varmeledere og har metalglans. Egenskaberne er resultatet af den måde, hvormed metallers atomer forbinder sig, nemlig metalbindingen. Metaller har en tendens til at afgive elektroner, hvorved de bliver positive ioner – de er elektropositive. De afgivne frie elektroner danner en omkringliggende elektronsky, som holder metalionerne sammen i et metalgitter. Gitteret giver et metal dets glans, mens de frie elektroner muliggør strøm- og varmeledning gennem stoffet. Hvis metallets overflade er iltet eller anløbet, kan det være nødvendigt at skrabe lidt i metallet med f.eks. en kniv.

## Andre betydninger
Inden for kemien kan brint bringes i en metallisk form under stort tryk. 
Inden for heraldikken benyttes betegnelsen metaller om farverne hvid og gul, som betegnes henholdsvis argent (sølv) og or (guld).
Tidligere har man opdelt kanoner i jernkanoner (der oprindeligt var af smedejern og senere af støbejern) og metalkanoner der var fremstillet af bronze. Støbejernskanoner var meget billigere end metalkanoner.

## Ekstern henvisning
- Læs på dansk om metalbindingen og se video, fra EMU (Webside ikke længere tilgængelig)